# MechCommander
MechCommander ist ein Echtzeit-Strategiespiel für Windows des US-amerikanischen Entwicklers FASA Interactive und ein Lizenzprodukt des BattleTech-Franchises. Es erschien im Juni 1998 über MicroProse. Das Spiel erhielt 1999 eine Erweiterung mit dem Untertitel Desperate Measures, unter dem Namen MechCommander Gold wurden beide Titel auch als Kombiprodukt verkauft. 2001 wurde mit MechCommander 2 eine Fortsetzung veröffentlicht.

## Handlung
→ Siehe: BatteTech – Die Welt von BattleTech
MechCommander spielt im 31. Jahrhundert. Der Spieler übernimmt die Rolle eines BattleMech-Commanders des Vereinigten Commonwealth. Er kommandiert die Zulu-Kompanie der First Davion Guards. Im Zuge der Clan-Invasion der Inneren Sphäre hat der Clan Smoke Jaguar den Planeten Port Arthur erobert. Der Spieler erhält den Auftrag, den Planeten von den technisch zumeist überlegenen Invasoren zu befreien.

## Spielprinzip
In 30 Einsätzen, bestehend aus fünf Operationen mit jeweils sechs Missionen, muss der Spieler mit einer begrenzten Anzahl an Einheiten verschiedene taktische Ziele erreichen. Jede Mission besteht in der Regel aus mehreren Aufträgen wie der Zerstörung oder Eroberung feindlicher Einheiten bzw. Einrichtungen oder die Verteidigung eigener Basen und Verbündeter.
Vor dem eigentlichen Missionsbeginn steht die Ausrüstungsphase, bei der die Zahl der Einheiten und ihre Ausrüstung festgelegt werden können. Die eigene Gruppe kann bis zu zwölf Einheiten umfassen. Beschränkt wird die Auswahl unter anderem durch die Transportkapazität in Abhängigkeit vom Gewicht. Insgesamt stehen 18 unterschiedliche Mech-Typen zur Auswahl, wobei der Spieler zu Beginn zunächst nur Zugriff auf die unterlegenen Varianten der Inneren Sphäre hat. Im Verlauf des Spiels können auch Varianten der Clans erbeutet und selbst genutzt werden. Die Mechs unterscheiden sich spielerisch durch ihre Geschwindigkeit, Panzerung und Ausrüstung. Waffensysteme unterscheiden sich durch Schadensart (z. B. Energiewaffen, Raketen, Projektilwaffen, Flammenwerfer), Schussfrequenz und Reichweite. Daneben existieren unterschiedliche Sensorensysteme, elektronische Ausrüstungsteile und Jumpjets zum Überspringen von Hindernissen. Diverse Ausrüstungsgegenstände können während den Missionen gefunden und dadurch zur Nutzung freigeschaltet werden.
Das Missionsgeschehen wird aus einer isometrischen Überblicksperspektive präsentiert, die zwei Zoom-Stufen besitzt. Der Spieler steuert seine Einheiten per Mausklick, mehrere Einheiten können durch einen Auswahlrahmen gemeinsam ausgewählt werden, außerdem können bis zu drei Einsatzgruppen gebildet werden. Es gilt, technisch und zahlenmäßig meist überlegene Gegner auszuschalten. Dazu ist ein planvolles Vorgehen unter Einbezug sämtlicher Einheitenfähigkeiten und der Begebenheiten des Terrains notwendig, um etwaige Nachteile auszugleichen. Auch ist das Terrain zu Beginn weitgehend unbekannt, da es durch einen Nebel des Krieges verdeckt und allmählich aufgeklärt wird. Die Einheiten können angewiesen werden, gezielt bestimmte Zonen des Gegners (Cockpit, Torso, Gliedmaßen) zu attackieren. Besiegte feindliche Einheiten und Gebäude können nach verwendbarem Material durchsucht und sichergestellt werden.
Neben dem Kriegsgerät spielen auch die Mech-Piloten, die sogenannten MechWarrior, eine Rolle. Ähnlich einem Rollenspiel besitzen sie verschiedene Fähigkeiten, die sie für bestimmte Mechs und technischen Geräte qualifiziert. Diese Fähigkeiten verbessern sich mit jedem erfolgreichen Abschuss und jeder erfolgreich abgeschlossenen Mission. Symbolisiert durch vier Rangstufen werden so aus den zunächst unerfahrenen Piloten über die Missionen hinaus immer wertvollere Veteranen.
Für erfolgreich absolvierte Missionen erhält man weiterhin Ressourcenpunkte, die für die Reparatur der Mechs und den Erwerb neuer Ausrüstung eingesetzt werden können. Nicht benötigte Ausrüstung kann ebenfalls gegen Ressourcenpunkte eingetauscht werden.

## Desperate Measures (Add-on)
1999 erschien mit Desperate Measures eine erzählerische Fortsetzung des Hauptspiels als Erweiterung. Nach der Befreiung wird der Spieler zur Befreiung des Planeten Cermak gerufen, der ebenfalls von den Smoke Jaguars unter Star Colonel Marcus Kotare (ein Charakter aus MechWarrior 2: Mercenaries) erobert wurde. Weder die Piloten noch die Ausrüstung aus dem Hauptspiel können übernommen werden, stattdessen startet der Spieler wieder ausschließlich mit Technologien der Innern Sphäre und neuen Piloten. Die Erweiterung besteht aus drei Kampagnen mit mehreren Missionen und fügt pro Seite drei neue Mech-Modelle hinzu.

## Rezeption
„MechCommander dürfte ein Vorreiter der nächsten Echtzeitstrategie-Generation sein. Es schlägt, ähnlich wie vorher schon ›Commandos‹, einen erfrischend anderen Weg jenseits der Materialschlachten ein. Fühlte man sich bei etlichen Spielen bisher eher als Produktionsmanager mißbraucht, betont MechCommander eindeutig das taktische Vorgehen.“

“To sum up, MechCommander is an exciting new take on an increasingly dull real-time strategy genre with a couple very serious flaws. Even so the game's positives are plentiful enough that players with the patience to learn how to play around the game's irritating AI problems will be able to find plenty here to entertain themselves with. This is the first effort from the fledgling house at FASA Interactive and shows a lot of promise for the future if the team takes the time to iron out the kinks.”

„Zusammengefasst bietet MechCommander eine spannende neue Herangehensweise an das zunehmend langweiliger werdende Genre der Echtzeitstrategie, kombiniert mit einigen ernsthaften Problemen. Dennoch gibt es genügend positive Aspekte an dem Spiel, sodass Spieler, die genügend Geduld aufbringen die irritierenden KI-Probleme des Spiels zu umgehen, darin genug vorfinden werden, womit sie sich unterhalten können. Dies ist die erste Veröffentlichung des jungen Entwicklers FASA Interactive und verspricht einiges für die Zukunft, wenn sich das Team die Zeit nimmt, die Stolpersteine auszumerzen.“

MechCommander zählte zu den Kandidaten für die Auszeichnung des besten Strategiespiels des Jahres 1998 bei den Interactive Achievement Awards (Gewinner: Sid Meier’s Alpha Centauri). Die Spielezeitschrift Computer Games Strategy Plus listete es ebenfalls als Kandidat für das beste Strategiespiel, zeichnete jedoch StarCraft aus.
Nach der Übernahme von FASA Interactive durch Microsoft erschien 2001 mit MechCommander 2 ein Nachfolger des Spiels.